# Södö, Åland
Södö är en ö i Åland (Finland). Det ligger i Skärgårdshavet och i kommunen Sottunga i den ekonomiska regionen  Sottunga i landskapet Åland, i den sydvästra delen av landet. Ön ligger omkring 45 kilometer öster om Mariehamn och omkring 230 kilometer väster om Helsingfors.
Öns area är 19,7 hektar och dess största längd är 0,7 kilometer i öst-västlig riktning. Ön höjer sig omkring 15 meter över havsytan.